# Liste des membres de l'expédition Terra Nova
Liste des membres de l'expédition Terra Nova selon Journals: Captain Scott's Last Expedition de Robert Falcon Scott.

## Liste

### Équipe débarquée
| Groupe        | Nom usuel              | Surnom Si applicable          | Position ou rang Lors de la mission            | Arme Si applicable          | Nationalité  |
| ------------- | ---------------------- | ----------------------------- | ---------------------------------------------- | --------------------------- | ------------ |
| Officiers     | Robert Falcon Scott    |                               | Captain                                        | Royal Navy                  | Britannique  |
| Officiers     | Edward Evans           | Teddy                         | Lieutenant                                     | Royal Navy                  | Britannique  |
| Officiers     | Victor Campbell        | The Wicked Mate               | Lieutenant                                     | Royal Navy                  | Britannique  |
| Officiers     | Henry Robertson Bowers | Birdie                        | Lieutenant                                     | Royal Indian Marine         | Britannique  |
| Officiers     | Lawrence Oates         | Titus Le fermier No Surrender | Capitaine, responsable des poneys              | 6th (Inniskilling) Dragoons | Britannique  |
| Officiers     | George Murray Levick   |                               | Chirurgien                                     | Royal Navy                  | Britannique  |
| Officiers     | Edward Atkinson        |                               | Chirurgien                                     | Royal Navy                  | Britannique  |
| Scientifiques | Edward Adrian Wilson   | Uncle Bill                    | Directeur de l'équipe scientifique, zoologiste |                             | Britannique  |
| Scientifiques | George Simpson         |                               | Météorologue                                   |                             | Britannique  |
| Scientifiques | Thomas Griffith Taylor |                               | Géologue                                       |                             | Britannique  |
| Scientifiques | Edward Nelson          |                               | Biologiste                                     |                             | Britannique  |
| Scientifiques | Frank Debenham         |                               | Géologue                                       |                             | Australienne |
| Scientifiques | C. S. Wright           | Silas                         | Physicien                                      |                             | Canadienne   |
| Scientifiques | Raymond Priestley      |                               | Géologue                                       |                             | Britannique  |
| Scientifiques | Herbert Ponting        |                               | Photographe                                    |                             | Britannique  |
| Scientifiques | Cecil Meares           |                               | Musher                                         |                             | Britannique  |
| Scientifiques | Bernard Day            |                               | Mécanicien                                     |                             | Britannique  |
| Scientifiques | Apsley Cherry-Garrard  |                               | Zoologiste                                     |                             | Britannique  |
| Scientifiques | Tryggve Gran           |                               | Sous-lieutenant, expert en ski                 |                             | Norvégienne  |
| Hommes        | William Lashly         |                               | Chef chauffeur (stoker)                        | Royal Navy                  | Britannique  |
| Hommes        | W. W. Archer           |                               | Chef steward                                   | Royal Navy                  | Britannique  |
| Hommes        | Thomas Clissold        |                               | Cuisinier                                      | Royal Navy                  |              |
| Hommes        | Edgar Evans            | Taff                          | Maître (Petty Officer)                         | Royal Navy                  | Britannique  |
| Hommes        | Robert Forde           |                               | Maître                                         | Royal Navy                  |              |
| Hommes        | Thomas Crean           | Tom                           | Maître                                         | Royal Navy                  | Irlandaise   |
| Hommes        | Thomas S. Williamson   |                               | Maître                                         | Royal Navy                  |              |
| Hommes        | Patrick Keohane        |                               | Maître                                         | Royal Navy                  |              |
| Hommes        | George P. Abbott       |                               | Maître                                         | Royal Navy                  |              |
| Hommes        | Frank V. Browning      |                               | Maître (seconde classe)                        | Royal Navy                  |              |
| Hommes        | Harry Dickason         |                               | Matelot (Able Seaman)                          | Royal Navy                  |              |
| Hommes        | F. J. Hooper           |                               | Steward                                        | Royal Navy                  |              |
| Hommes        | Anton Omelchenko       |                               | Groom                                          |                             |              |
| Hommes        | Demetri Gerof          |                               | Musher                                         |                             | Russe        |

### Équipe du navireTerra Nova
| Nom usuel              | Surnom Si applicable | Position ou rang Lors de la mission                         | Arme Si applicable | Nationalité |
| ---------------------- | -------------------- | ----------------------------------------------------------- | ------------------ | ----------- |
| Harry Pennell          |                      | Commandant                                                  | Royal Navy         | Britannique |
| Henry E. de P. Rennick |                      | Lieutenant                                                  | Royal Navy         |             |
| Wilfred Montagu Bruce  | Jumbo                | Commandant                                                  | Royal Navy R.      |             |
| Francis R. H. Drake    |                      | Assistant trésorier (Paymaster), secrétaire et météorologue | Royal Navy         |             |
| Dennis G. Lillie       |                      | Biologiste                                                  |                    |             |
| James R. Dennistoun    |                      | Responsable des mules                                       |                    |             |
| Alfred Cheetham        |                      | Bosco (boatswain)                                           | Royal Navy R.      |             |
| William Williams       |                      | Responsable de la salle des machines, ingénieur             | Royal Navy         |             |
| William A. Horton      |                      | Second ingénieur en salle des machines                      | Royal Navy         |             |
| Francis E. C. Davies   |                      | Charpentier de marine principal                             | Royal Navy         |             |
| Frederick Parsons      |                      | Maître                                                      | Royal Navy         |             |
| William L. Heald       |                      | Maître                                                      | Royal Navy         |             |
| Arthur S. Bailey       |                      | Maître (seconde classe)                                     | Royal Navy         |             |
| Albert Balson          |                      | Matelot principal                                           | Royal Navy         |             |
| Joseph Leese           |                      | Matelot (able seaman)                                       | Royal Navy         |             |
| John Hugh Mather       |                      | Maître                                                      | Royal Navy V. R.   |             |
| Robert Oliphant        |                      | Matelot                                                     |                    |             |
| Thomas F. McLeod       |                      | Matelot                                                     |                    |             |
| Mortimer McCarthy      |                      | Matelot                                                     |                    |             |
| William Knowles        |                      | Matelot                                                     |                    |             |
| Charles Williams       |                      | Matelot                                                     |                    |             |
| James Skelton          |                      | Matelot                                                     |                    |             |
| William McDonald       |                      | Matelot                                                     |                    |             |
| James Paton            |                      | Matelot                                                     |                    |             |
| Robert Brissenden      |                      | Chauffeur principal                                         |                    | Royal Navy  |
| Edward A. McKenzie     |                      | Chauffeur principal                                         |                    | Royal Navy  |
| William Burton         |                      | Chauffeur principal                                         |                    | Royal Navy  |
| Bernard J. Stone       |                      | Chauffeur principal                                         |                    | Royal Navy  |
| Angus McDonald         |                      | Pompier                                                     |                    |             |
| Thomas McGillon        |                      | Pompier                                                     |                    |             |
| Charles Lammas         |                      | Pompier                                                     |                    |             |
| W. H. Neale            |                      | Steward                                                     |                    |             |

## Galerie

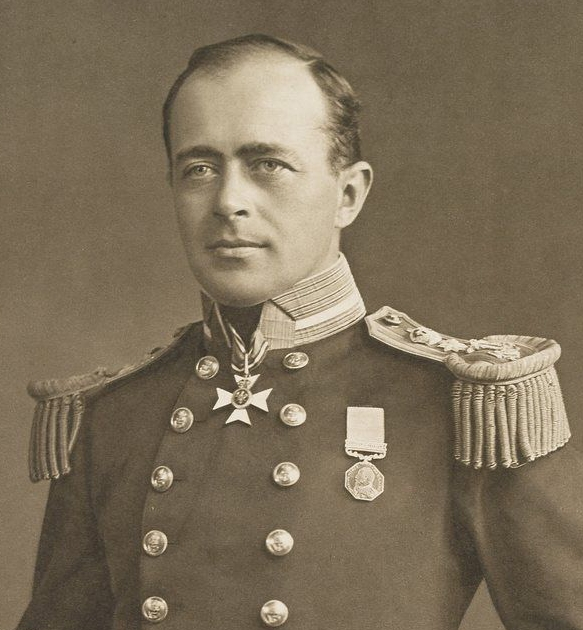
Robert Falcon Scott
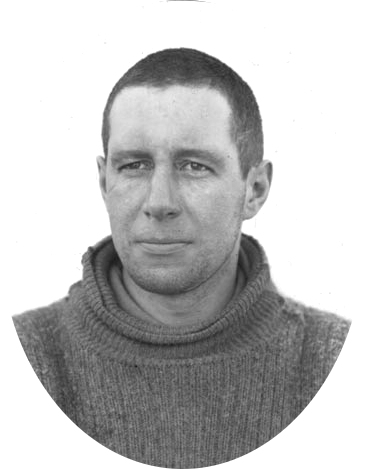
Lawrence Oates
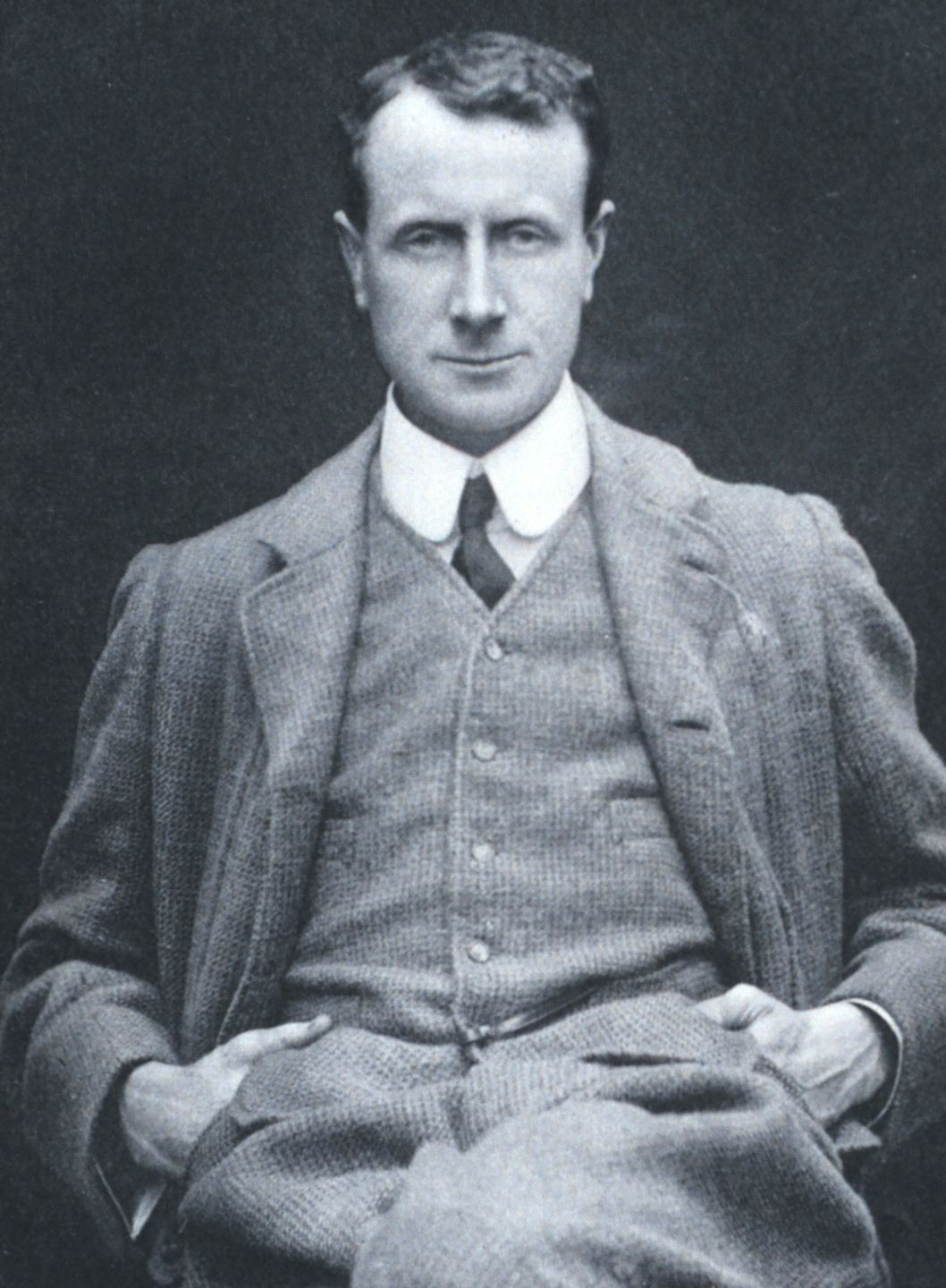
Edward Adrian Wilson
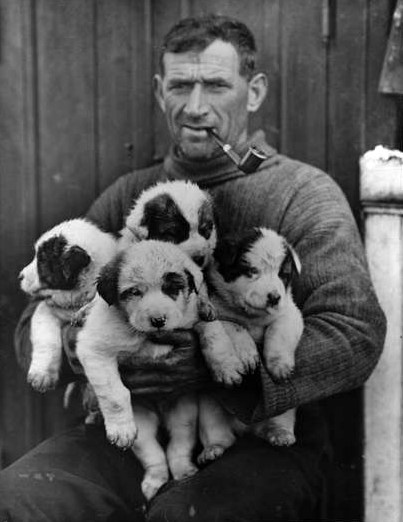
Thomas Crean
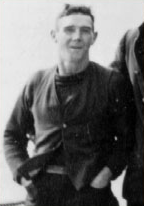
Alfred Cheetham
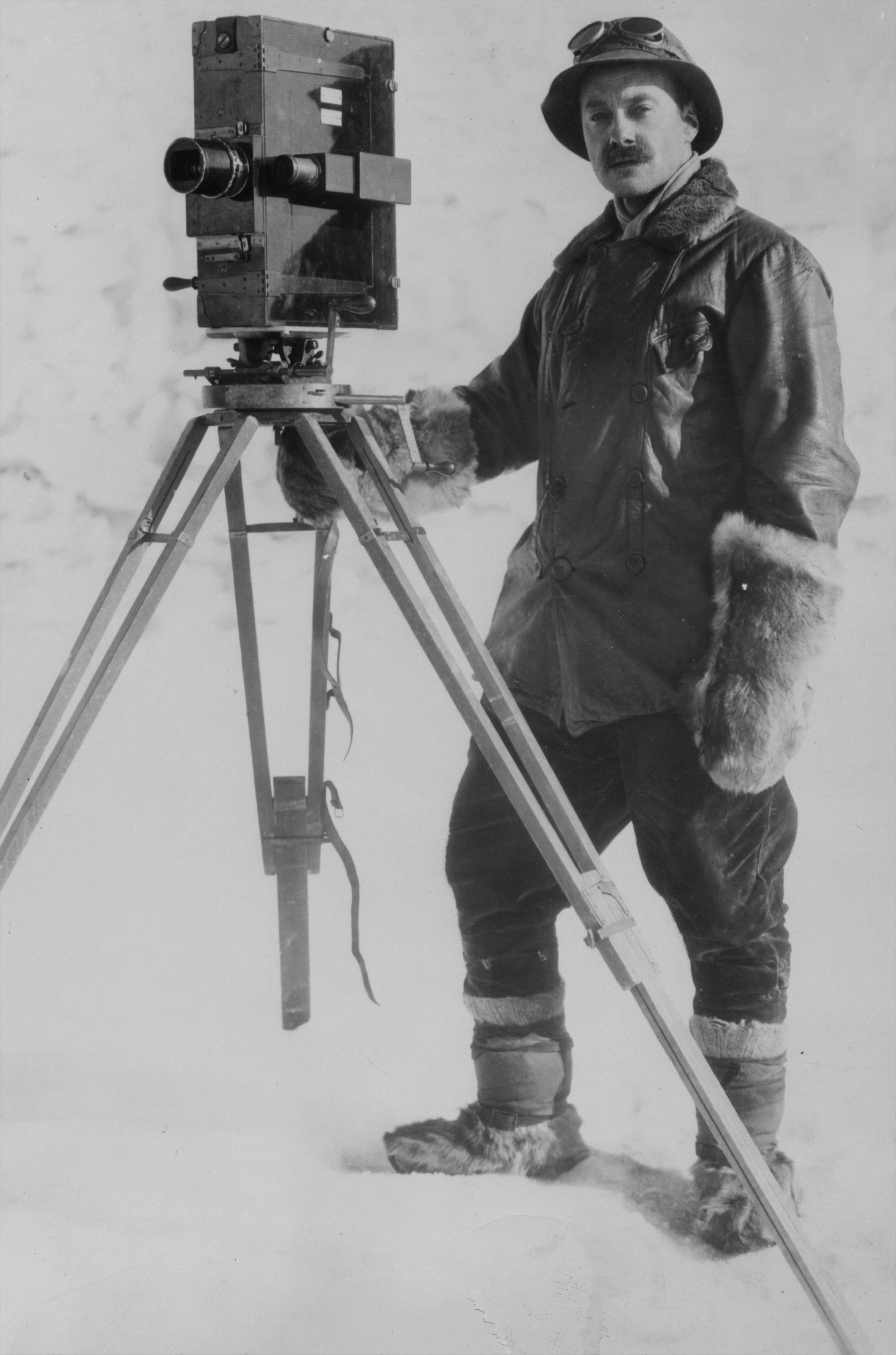
Herbert Ponting